# Campanula isaurica
Campanula isaurica är en klockväxtart som beskrevs av Contandr., Quézel och Pamukç. Campanula isaurica ingår i släktet blåklockor, och familjen klockväxter. Inga underarter finns listade i Catalogue of Life.